# Caratinga
Caratinga es un municipio brasileño del estado de Minas Gerais. Pertenece a la microrregión homónima de la Mesorregión del Valle del Río Doce, y se localiza a 310 km al este de Belo Horizonte, la capital del estado. Según el IBGE su población en 2010 era de 85.322 habitantes.

## Historia
En 1573 llegaron los primeros colonizadores a la región, comandados por Fernandes Tourinho. Allí se encontraron con la tribu de los Bugres y la de los Aimorés, los cuales vivían a orillas del río Bugre, rebautizado en 1878 como río Caratinga.
El 24 de junio de 1848, la pequeña ciudad fue elevada a la categoría de parroquia y Consejo de Distrito, fecha que se fijó como día del aniversario de Caratinga. El distrito fue creado por la Ley provincial n ° 2027 de 1 de diciembre de 1873, y se convirtió en municipio el 6 de febrero de 1890, por decreto del Estado N º 16, firmada por el presidente de Minas Gerais, Cesário Alvim.
La ley estatal n.º 2 del 14 de septiembre de 1891 confirmó la creación del distrito sede, y el 24 de junio de 1892, la ciudad se eleva a municipio, como territorio separado de Manhuaçu. 

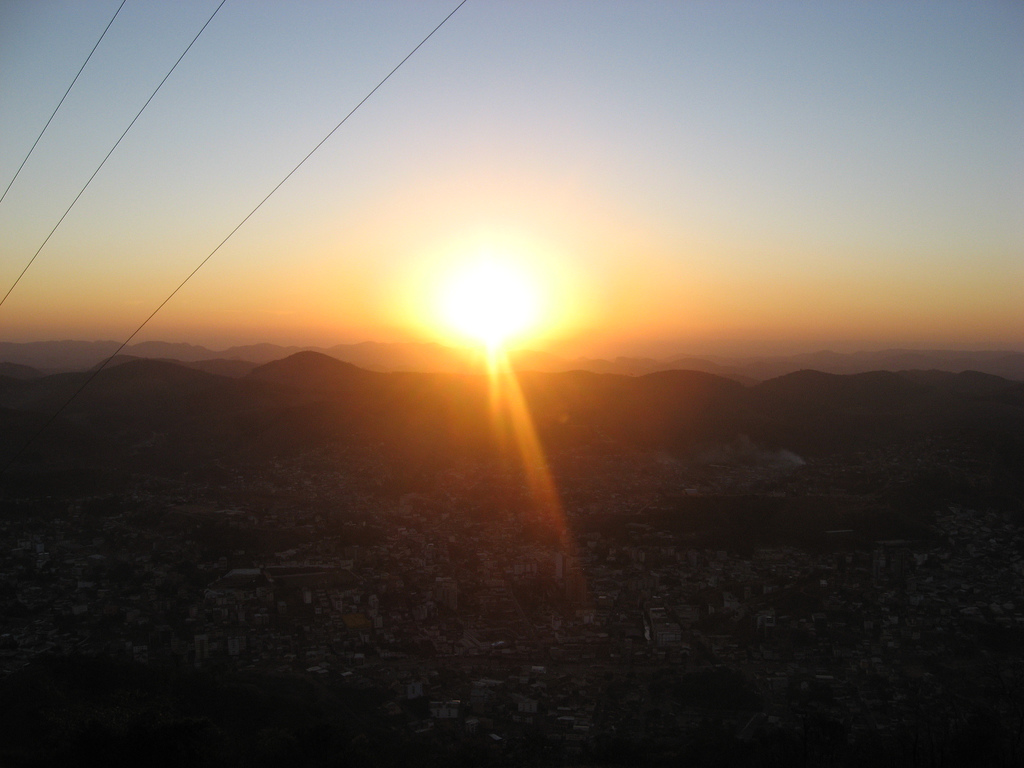
Puesta de sol sobre la ciudad.